# Chipmunk (rappeur)
Jahmaal Noel Fyffe, dit Chipmunk, né le 26 novembre 1990, est un rappeur britannique. Il est originaire de Tottenham dans la banlieue de Londres.  

## Album
- I Am Chipmunk (2009)
- Transition (2011)
- Belive & Achieve 1 & 2 (2015)
- Power UP (2016)